# 陳金山 (1915年)
陳金山（1915年—1975年），臺灣嘉義縣朴子市人，外科醫師，長期服務於臺東縣關山鎮，去世二十多年後獲得第九屆醫療奉獻獎。

## 生平
1915年，陳金山生於嘉義朴子。1938年由臺灣總督府臺北高等學校直升九州帝國大學醫學部，畢業後任職於九州帝大附設醫院及福岡市第一外科病院。1944年返回臺灣，與赴日本就讀昭和女子藥學專科的陳黃糖結婚，並到兄長陳振祥的花蓮富里醫院服務。
1946年，受臺東關山仕紳邀請到關山開立新生醫院。在關山他不只看外科，也充當婦產科。除每年義診外，他對貧窮人家也格外照顧，若病患沒錢繳醫療費，可用農作物或雞鴨抵付，每年除夕照例燒掉帳簿，絕不讓病患賒欠過年。關山民眾敬稱為「土地公」。關山基督教會牧師胡文池指出，當時東臺灣山地醫療資源極度缺乏，加上早年原住民染結核病比率約七成，許多醫師怕被感染遠遠走避，陳金山卻自願到山地醫療，並教導原住民改善衛生環境，是第一位在臺東從事山地醫療的本土籍醫師。陳金山平時忙於診療，但仍義務擔任孫理蓮所設的基督教芥菜種會里隴山原住民肺病醫療所院長。
1969年3月，陳金山夫婦晚上外出時，在關山鎮中華路的家遭竊走黃金一百二十九兩，當時估計新臺幣三十萬元左右。
1975年陳金山因肺癌病逝時，家人整理帳本時才發現有病人賒欠新台幣八十多萬元的醫療費，但陳醫師生前從未要家人追討這筆錢。出殯那天，當地民眾扶老攜幼，參加追思禮拜，人潮絡繹不絕。教會在陳金山的墓誌銘寫著：「陳博士因愛心來關山，他爬過高山，涉過深水，對象不分貧賤富貴；只因為上帝愛著人類，他行醫風雨無阻三十年。」

## 身後
陳金山四子陳光昭後擔任長庚醫院婦產科醫師。
陳金山去世多年後，台東牧師推薦他得第九屆醫療奉獻獎。厚生會表示，陳金山在世時不分畫夜、不管風雨為病患出診，雖陳醫師過世已經將近四分之一個世紀，但評審前往臺東訪查時，還有老病患念念不忘這位有愛心的醫師，因此複審時還是決定給獎肯定其奉獻。
1999年5月1日，第九屆頒獎典禮上，兩位已過世的得主－－陳金山、陳清森，由家人代表。其中陳金山由夫人陳黃糖代領。她紅著眼睛談丈夫如何在山地鄉裡義診，雖然廿四年前逝世，關山民眾仍對他除夕夜燒帳簿不讓病患賒欠過年的記憶深刻。